# Paramun
Paramun (em cirílico: Парамун) é uma vila da Sérvia localizada no município de Kosjerić, pertencente ao distrito de Zlatibor. A sua população era de 82 habitantes segundo o censo de 2011.

## Demografia
| 1948 | 1953 | 1961 | 1971 | 1981 | 1991 | 2002 | 2011 |
| ---- | ---- | ---- | ---- | ---- | ---- | ---- | ---- |
| 456  | 320  | 280  | 225  | 187  | 131  | 80   | 82   |